# Zbigniew Wójcik (lekkoatleta)
Zbigniew Wójcik (ur. 3 marca 1942 w Krakowie, zm. 5 grudnia 1983 w Krakowie) – polski lekkoatleta średniodystansowiec.

## Życiorys
Zdobył brązowy medal w biegu na 1500 metrów na letniej uniwersjadzie w 1965 w Budapeszcie. Reprezentował Polskę w półfinale Pucharu Europy w 1965 w Rzymie zarówno w biegu na 800 metrów, jak i w biegu na 1500 metrów, zajmując w obu konkurencjach 3. miejsce. W finale Pucharu Europy w tym roku w Stuttgarcie zajął 6. miejsce na 1500 m.
Był wicemistrzem Polski w biegu na 800 m w 1965 oraz brązowym medalistą w biegu na 1500 m w 1964. Miał najlepszy wynik w Polsce na 800 m w 1965 – 1:48,5.
W latach 1966–1967 startował w pięciu meczach reprezentacji Polski (6 startów), bez zwycięstw indywidualnych.
Rekordy życiowe:
- bieg na 800 metrów – 1:48,5 (8 sierpnia 1965, Warszawa)
- bieg na 1000 metrów – 2:21,1 (18 lipca 1967, Wałcz)
- bieg na 1500 metrów – 3:44,4 (30 czerwca 1967, Praga)

Był zawodnikiem klubów krakowskich: Olszy i Wisły. Pochowany na cmentarzu Rakowickim w Krakowie (pas 92, miejsce 13)

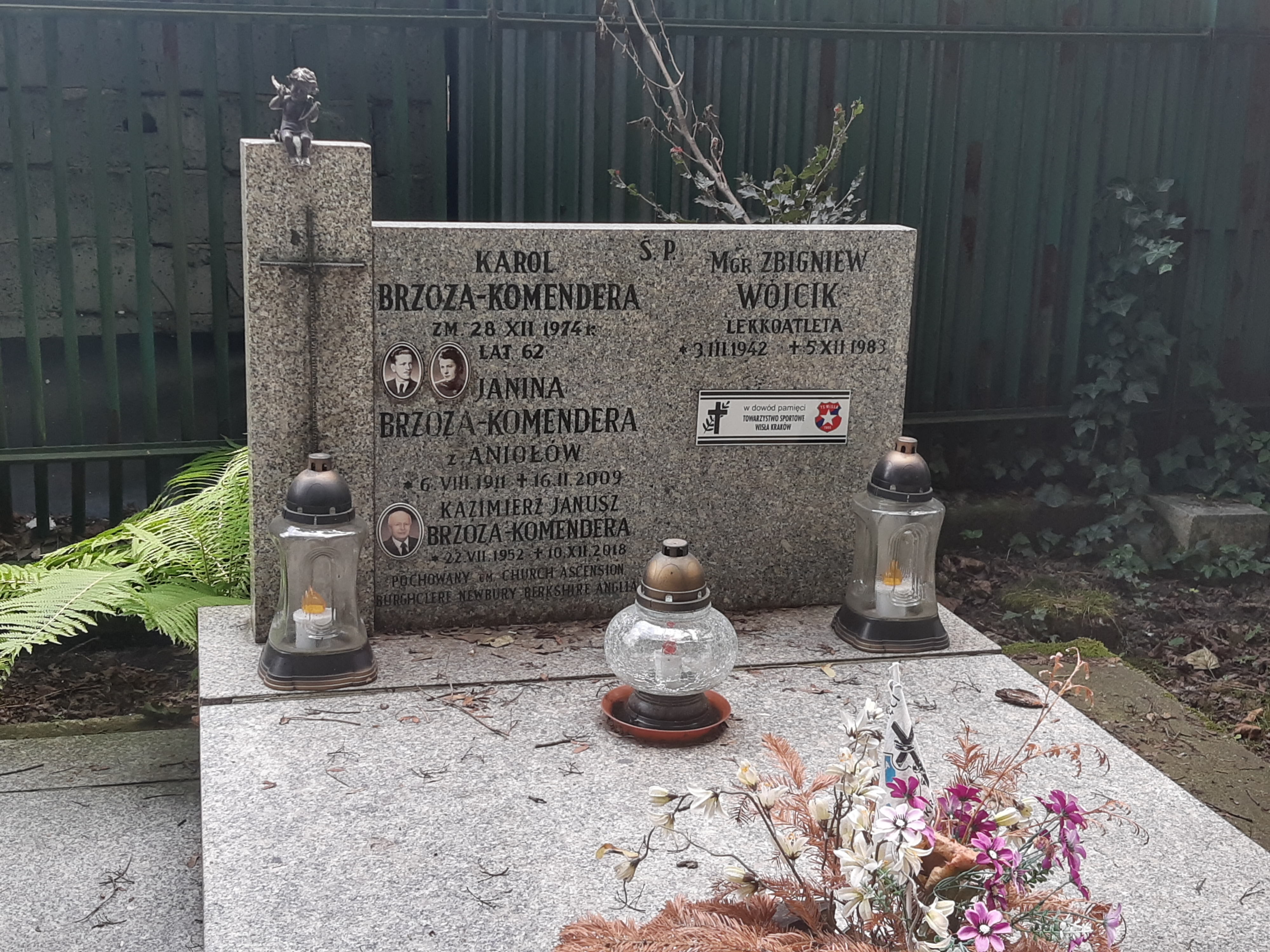
Grób Zbigniewa Wójcika na cmentarzu Rakowickim